# Huy chương Thomas Jefferson về Kiến trúc

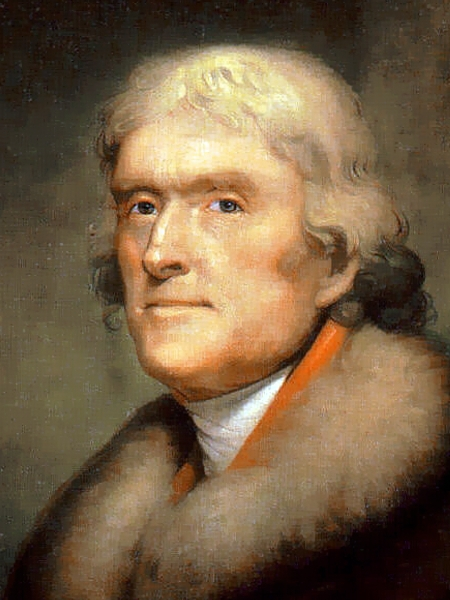
Thomas Jefferson

Huy chương Thomas Jefferson về Kiến trúc là một giải thưởng của Quỹ Thomas Jefferson và "Trường Kiến trúc" của Đại học Virginia dành cho những thành tựu xuất sắc về Kiến trúc hoặc những đóng góp nổi bật trong ngành Kiến trúc.
Huy chương này được thiết lập từ năm 1966 và được trao hàng năm cùng với Huy chương Thomas về Luật học. Đây là những vinh dự cao nhất của trường Đại học Virginia dành cho những người có cống hiến nổi bật trong hai ngành Kiến trúc và Luật học, mà không được trao tặng bằng tiến sĩ danh dự

## Danh sách những người đoạt huy chương
| Năm  | Tên                                     | Quốc gia                   |
| ---- | --------------------------------------- | -------------------------- |
| 2013 | Laurie Olin                             | Philadelphia, Hoa Kỳ       |
| 2012 | Rafael Moneo                            | Tây Ban Nha                |
| 2011 | Maya Lin                                | New York, Hoa Kỳ           |
| 2010 | Edward O. Wilson                        | Cambridge, Massachusetts   |
| 2009 | Robert Irwin                            | San Diego, California      |
| 2008 | Gro Harlem Brundtland                   | Oslo, Na Uy                |
| 2007 | Zaha Hadid                              | Baghdad, Iraq              |
| 2006 | Peter Zumthor                           | Haldenstein, Thụy Sĩ       |
| 2005 | Shigeru Ban                             | Tokyo, Nhật Bản            |
| 2004 | Peter Walker                            | Berkeley, California       |
| 2003 | Tod Williams và Billie Tsien            | New York, New York         |
| 2002 | James Turrell                           | Flagstaff, Arizona         |
| 2001 | Glenn Murcutt                           | Sydney, Úc                 |
| 2000 | Daniel Patrick Moynihan                 | New York, New York         |
| 1999 | Richard Rogers                          | Luân Đôn, Anh              |
| 1998 | Jaquelin T. Robertson                   | New York, New York         |
| 1997 | Jaime Lerner                            | Curitiba, Brasil           |
| 1996 | Jane Jacobs                             | Toronto, Canada            |
| 1995 | Ian McHarg                              | Philadelphia, Pennsylvania |
| 1994 | Frank O. Gehry                          | Los Angeles, California    |
| 1993 | Elizabeth Plater-Zyberk và Andres Duany | Miami, Florida             |
| 1992 | Aldo Rossi                              | Milano, Ý                  |
| 1991 | John V. Lindsay                         | New York, New York         |
| 1990 | Fumihiko Maki                           | Tokyo, Nhật Bản            |
| 1989 | Paul Mellon                             | Upperville, Virginia       |
| 1988 | Romaldo Giurgola                        | New York, New York         |
| 1987 | Dan Kiley                               | Charlotte, Vermont         |
| 1986 | James Stirling                          | Luân Đôn, Anh              |
| 1985 | Leon Krier                              | Luân Đôn, Anh              |
| 1984 | H. H. Aga Khan                          | Gouvieux, Pháp             |
| 1983 | Robert Venturi                          | Philadelphia, Pennsylvania |
| 1982 | Vincent J. Scully                       | New Haven, Connecticut     |
| 1981 | Edward Larrabee Barnes                  | New York, New York         |
| 1980 | Hugh A. Stubbins                        | Cambridge, Massachusetts   |
| 1979 | Lawrence Halprin                        | San Francisco, California  |
| 1978 | Philip Johnson                          | New York, New York         |
| 1977 | Ada Louise Huxtable                     | New York, New York         |
| 1976 | I. M. Pei                               | New York, New York         |
| 1975 | Sir Nikolaus Pevsner                    | Luân Đôn, Anh              |
| 1974 | Frei Otto                               | Warmbronn, Tây Đức         |
| 1973 | Jean Labatut                            | Princeton, New Jersey      |
| 1972 | Lewis Mumford                           | Amenia, New York           |
| 1971 | Jose Luis Sert                          | Boston, Massachusetts      |
| 1970 | Kenzo Tange                             | Tokyo, Nhật Bản            |
| 1969 | John Ely Burchard                       | Boston, Massachusetts      |
| 1968 | Marcel Breuer                           | New York, New York         |
| 1967 | Alvar Aalto                             | Helsinki, Phần Lan         |
| 1966 | Mies Van Der Rohe                       | Chicago, Illinois          |